# Videògraf

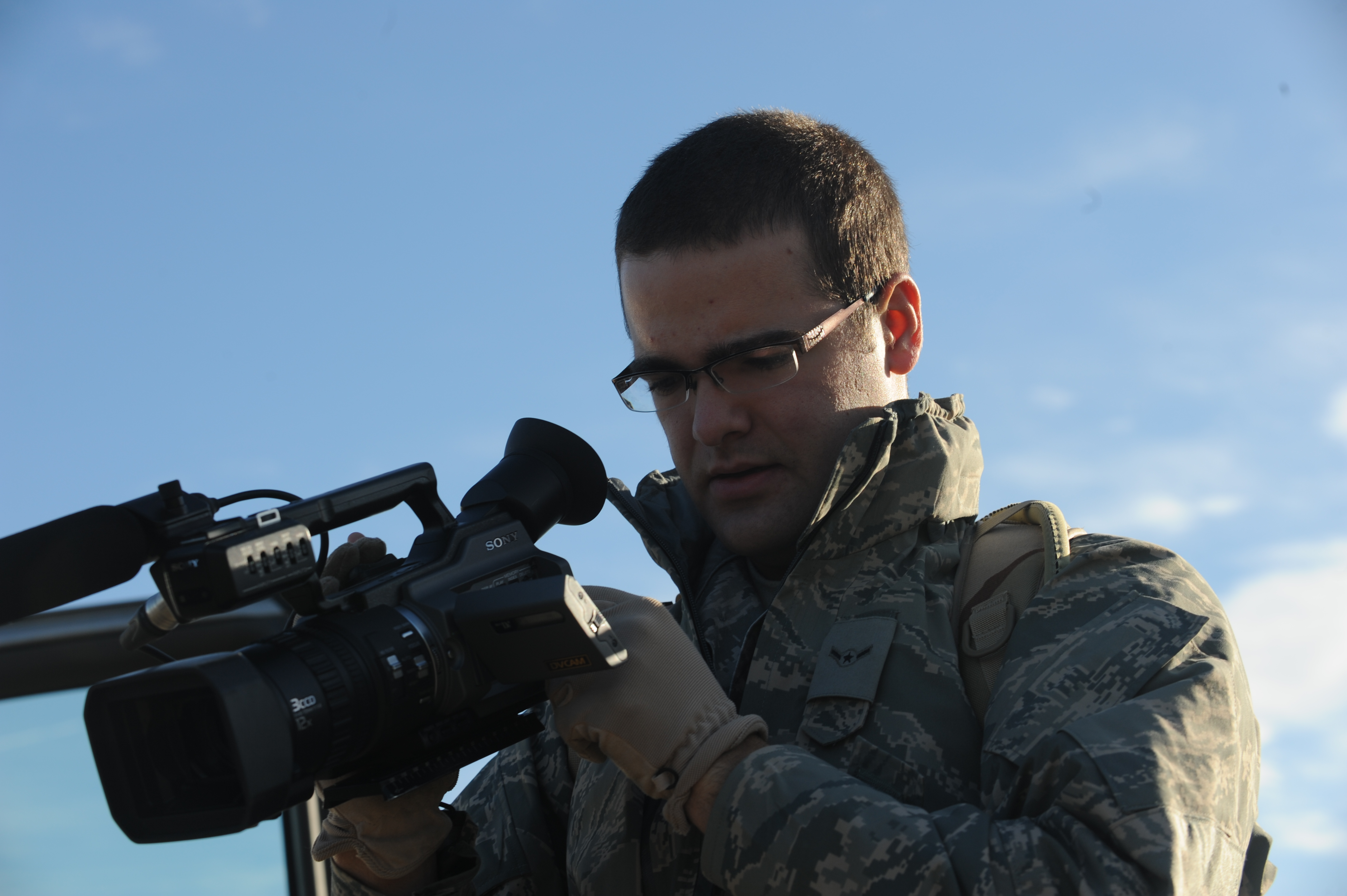
Daniel Johnson, de les Forces Aèries dels EUA fa un control de funcionalitat en la seva càmera de vídeo abans de començar a grabar.

Un videògraf és una persona que treballa en el camp de videografia i/o producció de vídeo, enregistrant so i imatges en moviment damunt cinta de vídeo, digital, o qualsevol altre futur medi d'emmagatzematge de dades, disc o altre electro-dispositiu mecànic. Els informatius de televisió depenen fortament en la televisió en directe on els videògrafs comprometre en 

## Repàs
En un plató, en un estudi de televisió, el videògraf és normalment un operador de càmera d'una càmera de vídeo professional, so, i enllumenat. Com a part d'un equip de producció electronica de camp, el videògraf sovint treballa amb un productor de televisió. Tanmateix, per produccions més petites (com ara corporatives o per esdeveniments), un videographer sovint treballa sol amb un muntatge d'una o més càmeres, mentre que com a part d'una d'un equip de televisió ho farà junt amb altres professions del camp.
Normalment, els videògrafs es distingeixen dels directors de fotografia a l'utilitzar discs durs digitals, targetes flaix o càmeres de vídeo en comptes de les de pel·lícula. Els videògrafs sovint s'encarreguen de produccions més petites (anuncis, documentals, legal depositions, esdeveniments en directe, pel·lícules curtes, entrenant vídeos, casaments...), diferenciant-se dels que treballen en grans produccions. Les càmeres de vídeo d'alta qualitat, però, han difós aquesta diferència.
Els videògrafs mantenen i operen un seguit de càmeres de vídeo, dispositius d'enregistrament de so, edita footage, i es mantenen actualitzats pel que fa avenços tecnològics. Amb els camcorders de vídeo, es poden produir vídeos de qualitat d'estudi professional a cost competint així amb els grans estudis. Molts estudis importants han parat d'utilitzar la pel·lícula com a medi a causa que ja no es fabriquen dispositius d'edició lineal i la possibilitat per aficionats de produir vídeos acceptables utilitzant DSLRs (Càmeres de rèflex digital). Els videògrafs utilitzen programes d'edició no lineal pel que fa la postproducció.